# Bruno Dobler
Bruno Dobler (* 1952) ist ein Schweizer Politiker und Unternehmer aus Eglisau und Andermatt.

## Leben
Bruno Dobler arbeitete ursprünglich in verschiedenen Regional- und Grossbanken. Von 1977 bis 1979 arbeitete er als stellvertretender Verkaufsleiter bei den Flug- und Fahrzeugwerken Altenrhein und war unter anderem als internationaler Verkäufer von Trainingsflugzeugen in Afrika und Europa unterwegs. Anschliessend war er bis 2001 Pilot bei der Crossair. Von 2003 bis 2006 war er Chefpilot bei der Helvetic Airways. 2006 übernahm er von dieser Airline zudem die Leitung als CEO und realisierte einen Turnaround. Er verliess das Unternehmen 2008.
Von 2008 bis 2011 war Bruno Dobler CEO der Toggenburger Bergbahnen. Von 2011 bis 2019 war er Mitglied des Bankpräsidiums der Zürcher Kantonalbank und in dieser Funktion Vizepräsident des Bankrates.
Daneben gründete er 1979 die Horizon Swiss Flight Academy und 1985 die Classic Air AG (Erlebnisfluggesellschaft mit DC-3-Flugzeugen). Seit 2011 arbeitet er als selbstständiger Business-Coach und ist Verwaltungsrat der B+D Beteiligungen AG.
Von 1995 bis 2003 sass Dobler im Zürcher Kantonsrat. Zunächst vertrat er dort die Auto-Partei, nach seinem Austritt wurde er als Parteiloser erneut gewählt und später Mitglied der SVP. Bruno Dobler ist der Lebenspartner der Urner Regierungsrätin Heidi Z’graggen, welche 2018 für den Bundesrat kandidierte.